# Egone stygialis
Egone stygialis là một loài bướm đêm trong họ Noctuidae.